# Переноси (Брагінський район)
Переноси — (біл. вёска Пераносы), село (веска) в складі Брагінського району розташоване в Гомельській області Білорусі. Село підпорядковане Маложинській сільській раді і в ньому мешкає 87 осіб (станом на 2004 рік).
Село Переноси розташоване на південному сході Білорусі, у південній частині Гомельської області, за 11 кілометрів східніше від районного центру Брагіна.